# Gameta
Gamete su spolne rasplodne stanice koje se stvaraju putem mejoze te sadrže haploidan (polovični) broj kromosoma. Razvijaju se u spolnim žlijezdama. Proces dozrijevanja gameta nazivamo gametogeneza. U gametama je pohranjen genom. Kretanjem gameta odvija se gensko strujanje.
Gamete mogu biti:
- izogamete, koji su međusobno iste;[2] postupak njihovog spajanja naziva se izogamija;
- anizogamete se međusobno razlikuju i morfološki i po ponašanju (po veličini[2] i izgledu):
  1. mikrogamete su sitnije, pokretne[2] (imaju bičeve, muške gamete slične spermatozoidima višestaničnih životinja;
  2. makrogamete su krupne i sliče na jajne stanice višestaničnih životinja, bogate su citoplazmom, hranjivim tvarima i nisu pokretne[2]

Postupak spajanja anizogameta naziva se anizogamija.
Kod višestaničnih životinja postoje dvije vrste gameta:
- spermatozoidi i
- jajna stanica.

Kod čovjeka, jajne stanice (ženske gamete) stvaraju se u ovarijima (jajnicima), spermatozoidi (muške gamete) stvaraju se u sjemenicima. Kad se spoje raznospolne gamete (oplodnja) nastaje jedna stanica zigota koja ima diploidni, tj. normalni broj kromosoma.
Kod malog broja jedinki oba tipa spolnih udova stvaraju se u jednoj jedinki (kišna glista, mekušci) to je dvospolnost. Iako se u jednom tijelu stvaraju oba spola oplođenje je najčešće između dvije jedinke.
Jajne stanice su obično krupne i nepokretne, a spermatozoidi sitni i pokretni.